# India Sherret
India Sherret (Cranbrook, 29 mei 1996) is een Canadese freestyleskiester. Ze vertegenwoordigde haar vaderland op de Olympische Winterspelen 2018 in Pyeongchang.

## Carrière
Bij haar wereldbekerdebuut, in februari 2017 in Feldberg, scoorde Sherret direct wereldbekerpunten. Op de wereldkampioenschappen freestyleskiën 2017 in de Spaanse Sierra Nevada eindigde de Canadese als elfde op de skicross. In december 2017 behaalde ze in Val Thorens haar eerste toptienklassering in een wereldbekerwedstrijd. In januari 2018 stond Sherret in Idre Fjäll voor de eerste maal in haar carrière op het podium van een wereldbekerwedstrijd. Tijdens de Olympische Winterspelen van 2018 in Pyeongchang eindigde de Canadese als achttiende op de skicross.

## Resultaten

### Olympische Winterspelen
| Jaar | Plaats      | Resultaten   |
| ---- | ----------- | ------------ |
| 2018 | Pyeongchang | 18e Skicross |

### Wereldkampioenschappen
| Jaar | Plaats        | Resultaten   |
| ---- | ------------- | ------------ |
| 2017 | Sierra Nevada | 11e Skicross |

### Wereldbeker
Eindklasseringen
| Seizoen   | Algm | SX  |
| --------- | ---- | --- |
| 2016/2017 | 160e | 25e |
| 2017/2018 | 74e  | 15e |
| 2018/2019 | 38e  | 10e |
| 2019/2020 | 43e  | 10e |